# Daiva Tuslaite
Daiva Tuslaite (Panevėžys, 18 de junio de 1986) es una ciclista profesional lituana. Debutó como profesional en 2007 tras acumular 2 subcampeonatos de Lituana (2004 y 2005) y un tercer puesto en el Campeonato Persecución juvenil 2004. Como profesional siguió destacando a nivel local y además ganó una etapa de la prueba internacional profesional del Eko Tour Dookola Polski (Tour de Polonia Femenino).
Sin embargo, cansada de las exigencias del deporte profesional se retiró a mediados del 2009 y formó una familia. Años más tarde, en 2013, reapareció y tras ser 5.ª en el Campeonato de Lituania en Ruta logró ser seleccionada por la Selección de Lituania -en el Tour Cycliste Féminin International de l'Ardèche y mundiales- volviendo al profesionalismo en 2014.
En febrero del 2016 sufrió un atropello mientras entrenaba que le trastocó la primera parte de la temporada no pudiendo competir durante los primeros meses del año.

## Palmarés
2004 (como amateur)
- 2.ª en el Campeonato de Lituania en Ruta

2006 (como amateur)
- 2.ª en el Campeonato de Lituania Contrarreloj

2007
- 2.ª en el Campeonato de Lituania Contrarreloj

2008
- 1 etapa del Eko Tour Dookola Polski
- Campeonato de Lituania Contrarreloj

2014
- 2.ª en el Campeonato de Lituania Contrarreloj

2014
- 3.ª en el Campeonato de Lituania Contrarreloj
- Campeonato de Lituania en Ruta

2016
- Campeonato de Lituania en Ruta

2017
- Campeonato de Lituania en Ruta

2018
- Campeonato de Lituania Contrarreloj
- 3.ª en el Campeonato de Lituania en Ruta

2025
- Campeonato de Lituania en Ruta

## Resultados en Grandes Vueltas y Campeonatos del Mundo
Durante su carrera deportiva ha conseguido los siguientes puestos en las Grandes Vueltas femeninas y en los Campeonatos del Mundo en carretera:
| Carrera              | 2007 | 2008 | 2009 | 2010 | 2011 | 2012 | 2013 | 2014 | 2015 | 2016 | 2017 |
| -------------------- | ---- | ---- | ---- | ---- | ---- | ---- | ---- | ---- | ---- | ---- | ---- |
| Giro de Italia       | -    | 66.ª | -    | -    | -    | -    | -    | 80.ª | 27.ª | 51.ª | -    |
| Tour de l'Aude       | -    | -    | -    | -    | -    | X    | X    | X    | X    | X    | X    |
| Grande Boucle        | -    | -    | -    | -    | X    | X    | X    | X    | X    | X    | X    |
| Mundial en Ruta      | -    | -    | -    | -    | -    | -    | Ab.  | Ab.  | 34.ª | -    | Ab.  |
| Mundial Contrarreloj | -    | 34.ª | -    | -    | -    | -    | -    | 33.ª | 36.ª | -    | 41.ª |

-: no participa

Ab.: abandono

X: ediciones no celebradas

## Equipos
- S.C. Michela Fanini Record Rox (2007-2008)
- USC Chirio Forno d'Asolo (2009)[7]
- Forno d'Asolo-Astute (2014)
- INPA (2015-2016)
  - INPA Sottoli-Giusfredi (2015)
  - INPA-Bianchi (2016)
- Alé Cipollini (2017-2018)